# Espaço Cultural Renato Russo
O Espaço Cultural Renato Russo 508 Sul (ECRR) é um centro cultural público e órgão pertencente à estrutura da Secretaria de Estado de Cultura e Economia Criativa do Distrito Federal. Está localizado na capital do Brasil, Brasília, no Distrito Federal, e é o primeiro centro cultural da cidade. 
É formado por diversos espaços, como teatros, galerias, biblioteca e outros. Fica na Asa Sul, e já foi chamado Centro de Criatividade e Espaço Cultural da 508 Sul. Seu nome homenageia o cantor e compositor brasiliense Renato Russo, que chegou a frequentar o local. O espaço é considerado um importante centros de formação artística da cidade.

## História
A história do Espaço Cultural Renato Russo 508 Sul inicia no ano de 1974, quando galpões que abrigavam a sede extinta da Fundação Cultural do Distrito Federal – e também funcionavam como depósitos– transformaram-se no Teatro Galpão. A primeira peça encenada no local foi “O Homem que Enganou o Diabo e ainda Pediu Troco”, do jornalista Luiz Gutemberg, sob a direção de Lais Aderne. Um sucesso de público e crítica.
Em 1975, o diplomata Wladimir Murtinho – então à frente da Secretaria de Educação e Cultura – se entusiasma com as possibilidades do espaço. Em 1977, foi ampliado e rebatizado como Centro de Criatividade, que incluída, além do Teatro Galpão, o Galpãozinho e as galerias de arte. Tornou-se ponto de encontro dos artistas da cidade.
Já com o nome Espaço Cultural 508 Sul, o local passou por reformas e, após quatro anos fechado, foi reaberto em 1993, com fortalecida vocação para formação na área das artes. Em janeiro de 1999, em homenagem ao líder da banda Legião Urbana, o local ganha o nome de Espaço Cultural Renato Russo e se consolida ainda mais como parte essencial da formação artística e cultural da juventude do Distrito Federal.
Dez anos mais tarde, em 2013, o espaço é fechado novamente, inicialmente para que fossem feitas adequações nas instalações elétricas e hidráulicas, de combate a incêndios e acessibilidade. Em novembro de 2016, sem que fossem alteradas suas características, foi iniciada nova reforma, preservando a tradição e história. A obra, além disso, recuperou e modernizou os espaços internos.
O Espaço Cultural Renato Russo 508 Sul passou por uma reforma completa que incluiu obras das salas multiuso, dos teatros, da Biblioteca das Artes e do foyer; reparação de toda a estrutura predial; revisão das instalações hidráulica e elétrica; instalação de elevador e intervenções para garantir acessibilidade, além de sistemas de luz, som e projeção para salas e galerias.
As intervenções nas áreas internas e na fachada do Espaço Cultural Renato Russo 508 Sul iniciaram em setembro de 2016. O equipamento cultural já estava fechado há três anos por determinação do Ministério Público e do Corpo de Bombeiros Militar do Distrito Federal, por trazer risco à segurança do público e artistas frequentadores do local.
A reinauguração do espaço ocorreu em Junho de 2018 e volta a ser grande expoente das artes na capital, com oficinas diárias nos ramos de fotografia, pintura e desenho, com exposições sempre vigentes em todo o espaço, e apresentações teatrais todos os finais de semana com vasta quantidade de público.

## Espaços
O espaço é situado na W3 Sul, na quadra 508, uma das quadras que – junto com as 107/108, 507 e 707/708 Sul – formam o quadrilátero da primeira Unidade de Vizinhança, prevista no Plano Piloto do arquiteto e urbanista Lúcio Costa.
Compreende o Teatro Galpão, uma sala multiuso, uma sala de vídeo, uma sala de cinema, um galpão para oficinas, uma biblioteca, um mezanino, um espaço para laboratório e os escritórios da administração. São vários prédios interligados. O mais antigo remonta à década de 1970, quando fora a sede da Fundação Cultural do Distrito Federal. Outras estruturas foram gradativamente incorporadas com o tempo, incluindo o Centro de Criatividade. Nos anos de 1980, o Espaço enfrentou período de declínio, mas a comunidade local se mobilizou para reativá-lo. O prédio foi reformado com base em um projeto de Antonio Eustáquio, subvencionado pela Fundação Mokiti Okada, e reinaugurado em 13 de setembro de 1993. Nessa mesma data, passou a contar com o nome atual, uma homenagem ao cantor Renato Russo (1960-1996), ex-integrante do grupo musical Legião Urbana.

### Galpão das Artes
É um espaço para aulas e oficinas de artes plásticas e visuais. Também recebe exposições, e tem quatro baias com pia para o desenvolvimento das atividades.

### Galeria Rubem Valentim
Espaço para exposições e eventos. Tem iluminação por spots de luz e uma vitrine voltada para a W3.

### Galeria Parangolé
Espaço para exposições e eventos. Também tem iluminação por spots de luz e uma vitrine voltada para a W3.

### Praça Central e mezanino
É uma galeria entre a W3 e a W2. Pode receber exposições, eventos, solenidades, cerimônias e espetáculos musicais, contando com estruturas de sonorização móvel e iluminação. Tem um mezanino que serve de espaço de convivência, com piso de madeira, que também pode receber exposições e eventos.

### Biblioteca de Artes Ethel de Oliveira Dornas
É uma biblioteca especializada em informação artística. Seu acervo é de aproximadamente 3500 livros, e tem também uma gibiteca - a primeira de Brasília, com aproximadamente 20 mil exemplares - e uma musiteca.

### Teatro Galpão
A maior sala do Espaço Cultural tem capacidade para até 400 pessoas e é voltada ao teatro, a dança e a apresentações musicais. Também pode receber cerimônias e solenidades. Tem uma farta estrutura física multifuncional com sistemas de sonorização e iluminação.

### Teatro de Bolso
O segundo teatro do Espaço Cultural possui estrutura de sonorização móvel e é direcionado ao teatro e a shows musicais, podendo servir também a workshops e cursos de audiovisual. Sua capacidade é de 54 lugares.

### Sala Marco Antônio Guimarães
É um cine teatro com capacidade para até 150 lugares.

### Sala Multiuso
Disponível para teatro, dança e apresentações musicais, tem uma arquibancada onde cabem até 98 pessoas. Assim com as outras salas, tem sistemas de sonorização e iluminação. Seu piso é de madeira.